# Roberto Guana
Roberto Guana (ur. 21 stycznia 1981 w Brescii) – włoski piłkarz grający jako defensywny środkowy pomocnik. Zaczynał swoją karierę w klubie Brescia Calcio po czym przeniósł się do Ascoli Calcio. Latem 2006 roku po przeszedł do US Palermo. 7 lipca 2009 roku został wypożyczony do Bologny, a 5 sierpnia 2010 do Chievo. W 2011 roku przeszedł do Ceseny.